# Ronny Levy
Ronny Levy (Natanya, 14 novembre 1966) è un allenatore di calcio israeliano, tecnico dell'Hapoel Haifa.

## Palmarès

### Competizioni nazionali
- Coppa d'Israele: 1

Hapoel Be'er Sheva: 2021-2022